# Fornæs
Fornæs er Jyllands østligste punkt, yderst på Djursland, 6 km nordøst for Grenå i Hammelev Sogn Norddjurs Kommune Region Midtjylland. Ved Fornæs ligger Fornæs Fyr fra 1892 med et fyrtårn af granit; det afløste et tidligere fyr fra 1839. 
Fra Fornæs er der 174 kilometer tværs over Jylland til Vesterhavet ved Bovbjerg.
Den internationale vandrerute Nordsøstien, passerer gennem Forsnæs. Blandt andet pga. stedets kulturhistoriske værdier. 

## Naturen
Fornæs er et knudepunkt for fugletrækket, og området omkring er rasteplads for mange trækfugle både forår og efterår.
Kysten omkring Fornæs, er bl.a. karakteriseret af klinter som eksempelvis Fornæs og Sangstrup Klint og en række særegne sten-og kalk-rev, med store tangskove. Her finder mange fisk og havdyr føde og gemmesteder. Af den grund et yndet sted for lystfiskere, sportsdykkere og diverse naturinteresserede.

Ved Stensmark Strand er et areal på 85 hektar strandvolde omkring Fornæs blevet fredet i 1969. Det er en kyststrækning på omkring 10 km, som ligger både nord og syd for fyret.